# Phare de Nules
Le phare de Nules est un phare situé en bout de plage de Nules, dans la province de Castellón (Communauté valencienne) en Espagne.
Il est géré par l'autorité portuaire de Castellón de la Plana .

## Histoire
Le phare de Nules est une construction moderne réalisée par l'ingénieure Blanca Lleó en 1992. Ce phare a été prévu dans le Plan de Signaux Maritimes des années 1985-89. Blanca Lleó a été choisie comme architecte de cette réalisation. Avec le phare d'Irta, ils sont les deux uniques phares espagnols totalement réalisés par des femmes.
C'est une tour carrée, façon mirador, de 36 m de haut avec une lanterne sommitale dont l'accès se fait par un ascenseur central. Le phare est de couleur gris-brun légère non peinte. Il est localisé sur la plage de Nules, à environ 16 km au sud de Castellón. C'est un feu à occultations émettant deux éclats blancs toutes les 11 secondes.
Identifiant : ARLHS : SPA134 ; ES-26540 - Amirauté : E0218- NGA : 5454 .
|                |
| Plage de Nules |

|              |
| Localisation |

### Lien connexe
- Liste des phares d'Espagne